# Luise Boege
Luise Boege (geboren 1985 in Würzburg) ist eine deutsche Schriftstellerin.

## Leben
Boege studierte am Deutschen Literaturinstitut Leipzig sowie Literaturwissenschaft an der Universität Erfurt. Sie hat  zahlreiche Veröffentlichungen  in Zeitschriften und Anthologien. Ihr Roman Kaspers Freundin erschien 2015 im Verlag Reinecke & Voß. Ihr Erzählband Bild von der Lüge erschien ebenda, nachdem eine weniger umfangreiche Ausgabe ihrer Erzählungen im November 2015  bei Luxbooks unter gleichem Titel nicht mehr zu Stande gekommen war. 2018 veröffentlichte sie den experimentellen Prosaband Exorzimus in Polen. Die Schönheit der Wüste, der mit Verfahren von „Latenz und Varianz, Durchstreichung und copy and paste“ arbeitet, im Kölner Verlag parasitenpresse.
Boege lebt und arbeitet in Berlin.

## Werk
- Kaspers Freundin. Roman. (Reinecke & Voß, Leipzig 2015), ISBN 978-3-942901-13-0
- Bild von der Lüge. Erzählungen (Reinecke & Voss, Leipzig 2017), ISBN 978-3-942901-27-7
- Exorzimus in Polen. Die Schönheit der Wüste. Prosa. (parasitenpresse, Köln 2018), ISBN 978-3-947676-00-2

## Auszeichnungen
- 2006: Open Mike
- 2012: Alfred-Döblin-Stipendium
- 2017: Aufenthaltsstipendien im Schloss Wiepersdorf[3] und am Literarischen Colloquium Berlin
- 2019: Aufenthaltsstipendium der Akademie Schloss Solitude[4]